# Seifertshain
Seifertshain ist ein zur Gemeinde Großpösna im Landkreis Leipzig in Sachsen gehöriges Dorf. Der Ort hatte 2014 368 Einwohner.

## Geographie

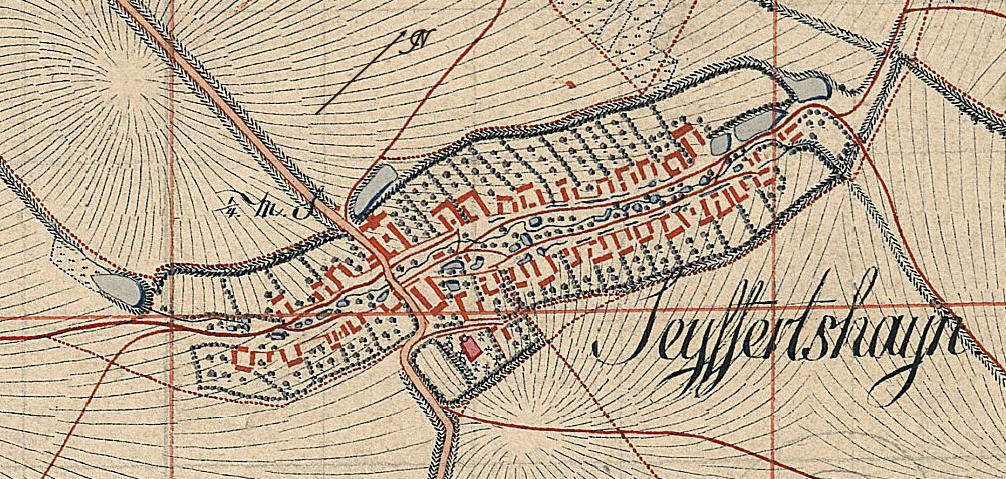
Seifertshain auf einer Karte von 1802

Seifertshain liegt etwa elf Kilometer südöstlich von Leipzig auf einer Ebene, die sich leicht nach Nordosten senkt. Es ist der nördlichste und kleinste Ortsteil der Gemeinde Großpösna. 
Im Abstand von etwa 300 Metern vom südwestlichen Ende verläuft die Autobahn A38 und in etwa gleicher Entfernung vom Nordostende beginnen die Baggerseen des Kiesabbaus Kleinpösna und die Aue der Threne. Über die Buslinie 75 Leipzig-Probstheida–Naunhof des MDV ist Seifertshain nahverkehrsmäßig angebunden.
Die Nachbarorte von Seifertshain sind von Norden im Uhrzeigersinn Kleinpösna, Albrechtshain, Naunhof, Fuchshain, Großpösna, Liebertwolkwitz und Holzhausen.
Die Gehöfte und Häuser reihen sich an einer in Südost-Nordwest-Richtung verlaufenden Straße (Kreisstraße K7927) von etwa einem Kilometer Länge, die von der K7901 gekreuzt wird. An letzterer liegen die Kirche und die ehemalige Schule. Der Ort ist von Feldfluren umgeben. 
Von seiner Gründung her ist Seifertshain ein Straßenangerdorf. In dieser Siedlungsform ist der langgestreckte schmale, zum Teil kleine Teiche enthaltende Dorfanger von zwei Wegen gesäumt, an denen die Höfe liegen. All das ist auf einer Karte von Seifertshain von 1802 noch gut zu erkennen. Aus dem Anger entstanden die jetzigen breiten Vorgärten der Höfe.

## Geschichte
| Bevölkerungsentwicklung |           |
| Jahr                    | Einwohner |
| 1551                    | 33 Höfe   |
| 1764                    | 34 Höfe   |
| 1834                    | 251       |
| 1871                    | 319       |
| 1910                    | 268       |
| 1925                    | 338       |
| 1939                    | 336       |
| 1946                    | 399       |
| 1950                    | 427       |
| 1964                    | 310       |
| 2011                    | 344       |

Der Name, 1295 erstmals erwähnt als Syfardeshoyn, und die Siedlungsform weisen für Seifertshain auf eine deutsche Gründung im Zuge der Deutschen Ostsiedlung hin. Da die Kirche nicht im Verlauf des Straßenangers, sondern an der Querstraße dazu liegt, ist letztere wohl als Gründungskern anzusehen.

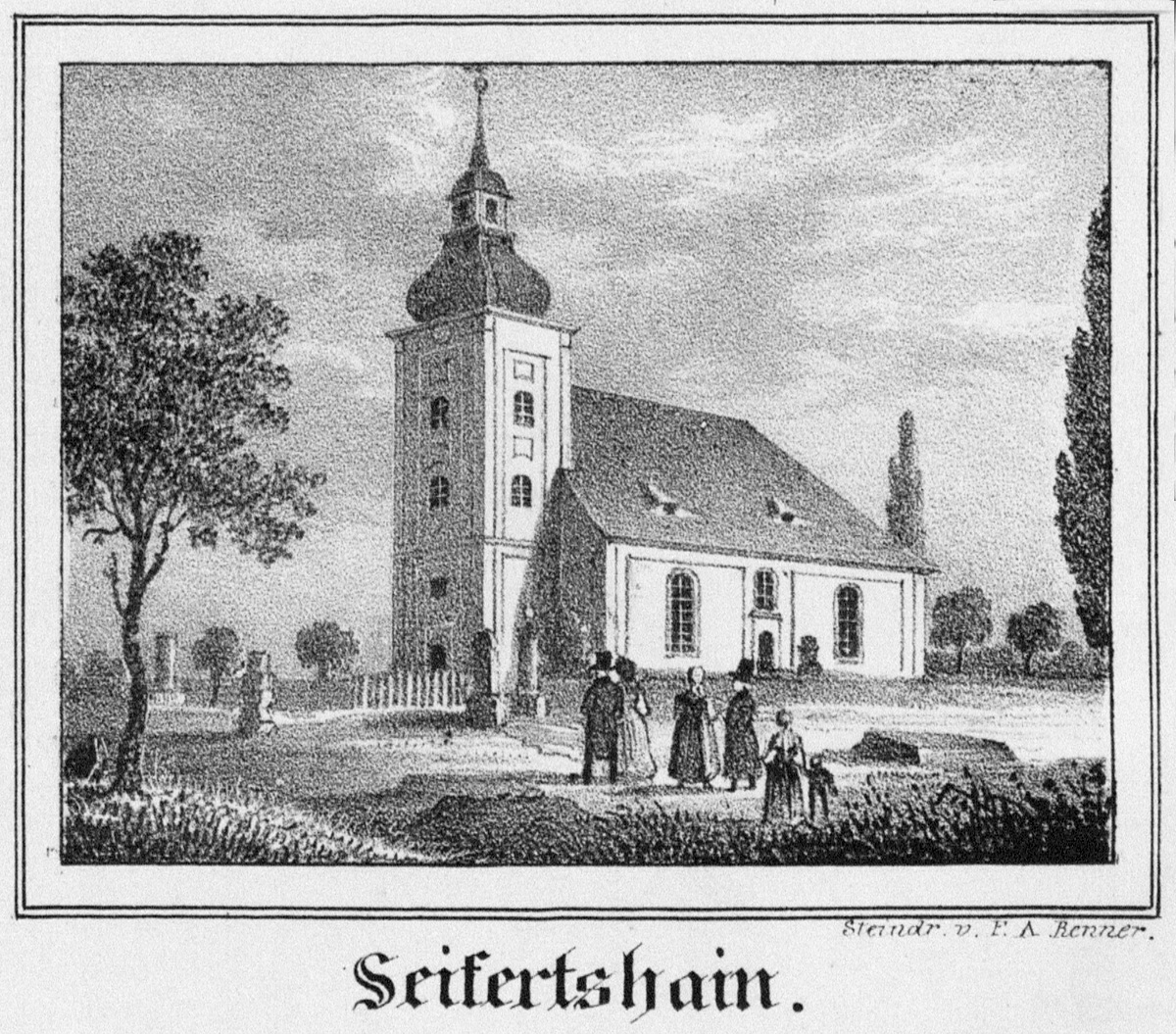
Die Seifertshainer Kirche um 1840

Wann die erste, 1295 erwähnte Kirche errichtet wurde, ist nicht bekannt. Unterlagen über Holzlieferungen belegen, dass die Kirche 1560 neu errichtet oder erweitert wurde. Ein vollständiger Neubau, der jetzt noch vorhanden ist, erfolgte 1785–1787. Seifertshain war die Mutterkirche der Filialkirchen Fuchshain und Kleinpösna, die jetzt alle drei zusammen mit Großpösna zu vier Schwesterkirchgemeinden zusammengeschlossen sind. Das Pfarrhaus stammt von 1752. Die Anfänge des Seifertshainer Schulwesens gehen auf das Jahr 1529 zurück. Das Amt des Lehrers versah der Küster, zunächst wöchentlich einmal. Ab 1580 wurde neben Religion auch Lesen und Schreiben unterrichtet. Die Anzahl der Schüler schwankte zwischen 40 und 60, war in zwei Klassen eingeteilt, die vor- bzw. nachmittags unterrichtet wurden. 
Im Dreißigjährigen Krieg war Seifertshain nicht in Kampfhandlungen einbezogen. Pest und Plünderungen brachten aber großes Leid über die Bevölkerung. In der Völkerschlacht bei Leipzig lag Seifertshain zwar am Rande des Kampfgebietes, war aber selbst auch umkämpft und geplündert. Die Seifertshainer Bewohner flohen nach Albrechtshain und weiter nach Brandis. Zwei Bauerngüter brannten ab. Der in der Nähe von Seifertshain gefallene österreichische Offizier Alberti di Poja wurde auf dem Friedhof bestattet, zahlreiche Soldaten in einem Massengrab.
Grundherrschaftlich war Seifertshain dem Rittergut Pomßen zugeordnet. Verwaltungsmäßig gehörte es zum Amt Naunhof, das 1487 mit dem kursächsischen Erbamt Grimma vereinigt wurde. Ab 1856 gehörte der Ort zum Gerichtsamt Brandis und ab 1875 zur Amtshauptmannschaft Grimma, bis er 1952 zum Kreis Leipzig-Land im Bezirk Leipzig kam. Von zum Teil kriegsbedingten Schwankungen abgesehen, blieb die Einwohnerzahl in Seifertshain über die letzten 150 Jahre nahezu unverändert, auch nach dem in den Nachbargemeinden einsetzenden Bauboom nach 1990. 1974 wurde Seifertshain nach Großpösna eingemeindet.
1995 wurde in der alten Schule ein Sanitäts- und Lazarettmuseum eingerichtet. Es erinnert an die Versorgung der zahlreichen Verwundeten der Völkerschlacht in den zu Lazaretten umgewandelten Gebäuden von Gasthof und Pfarrhaus und der noch erhaltenen Lazarettscheune.

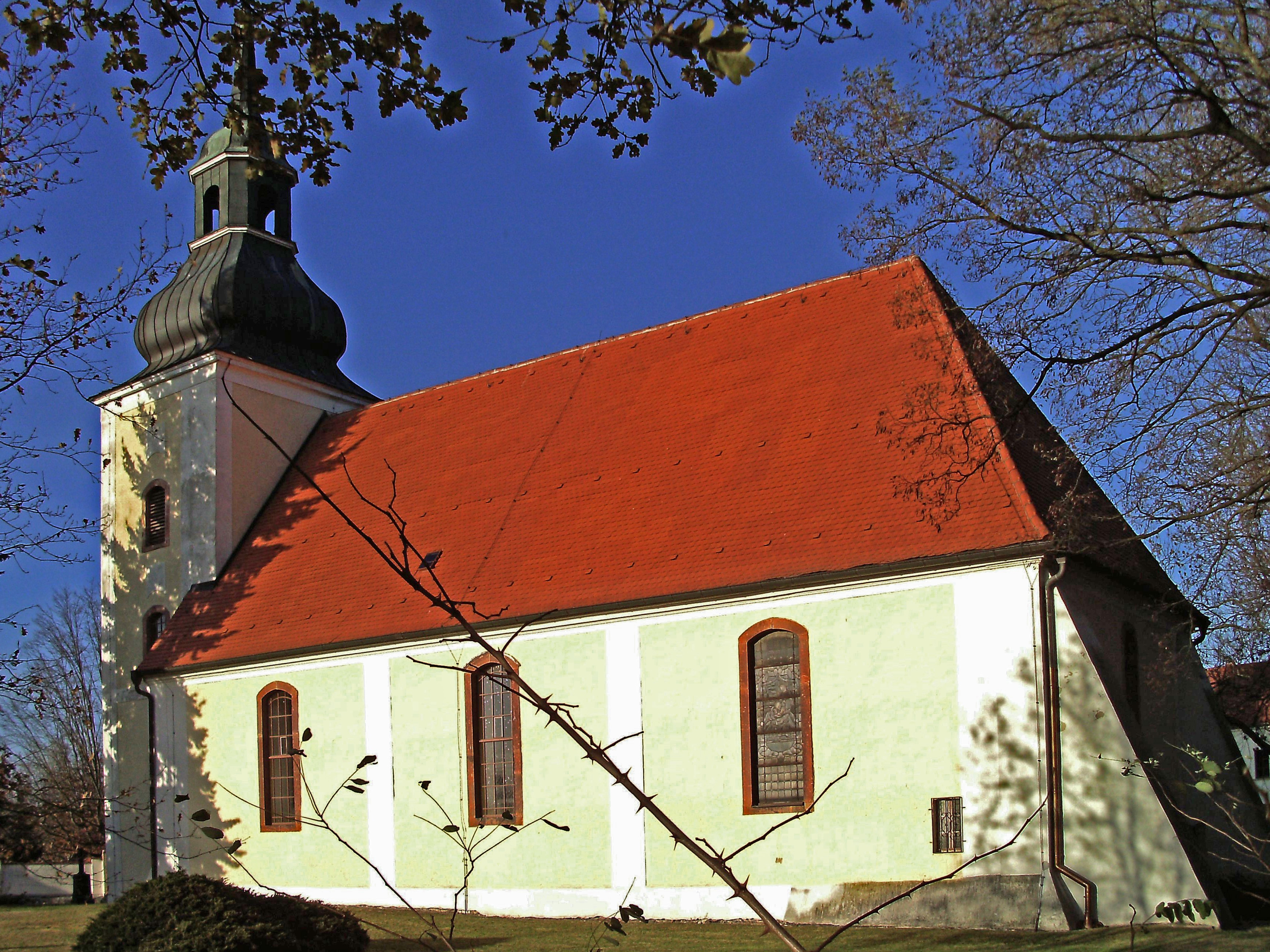
Die Seifertshainer Kirche 2011
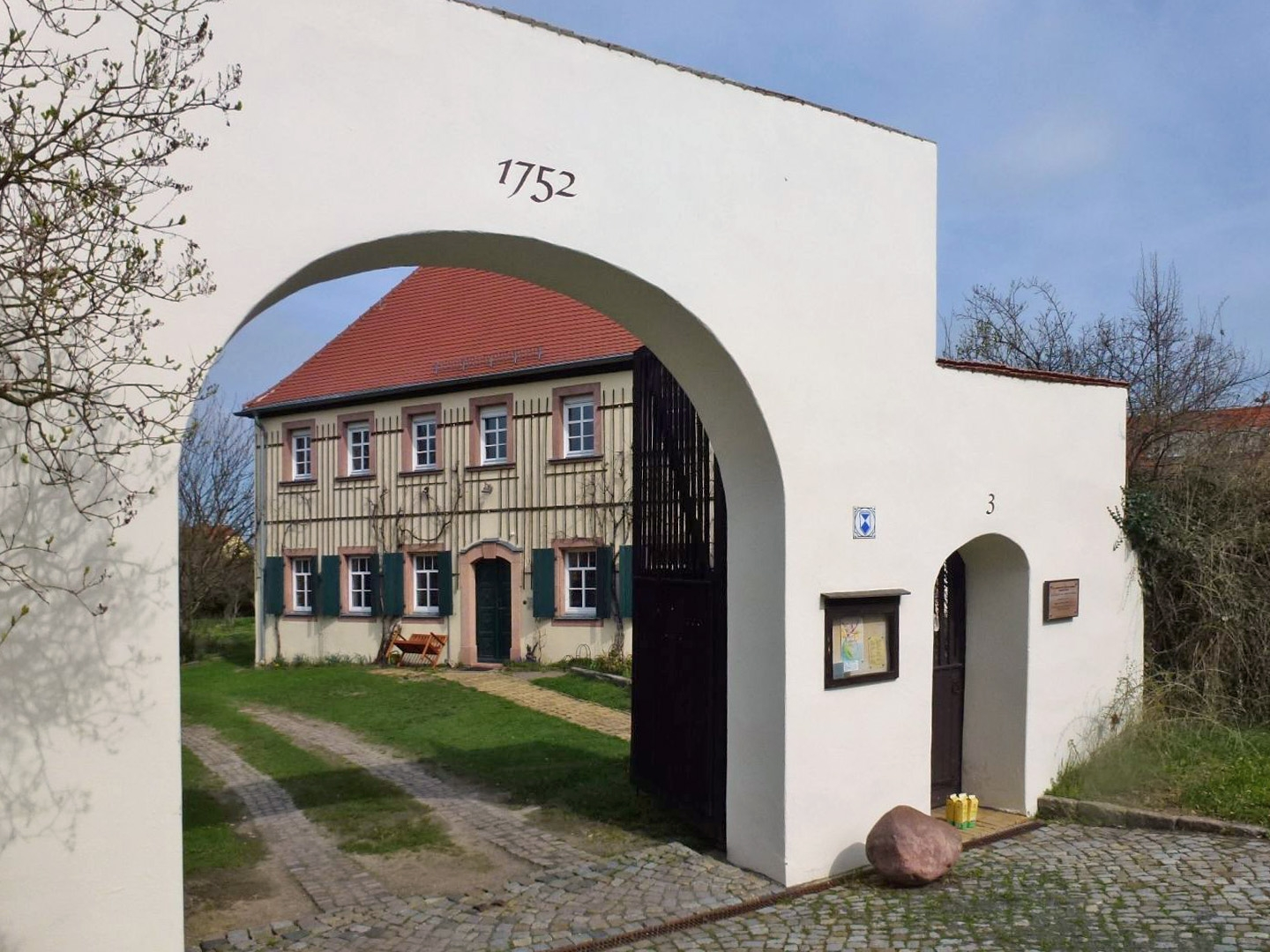
Das über 250 Jahre alte Pfarrhaus
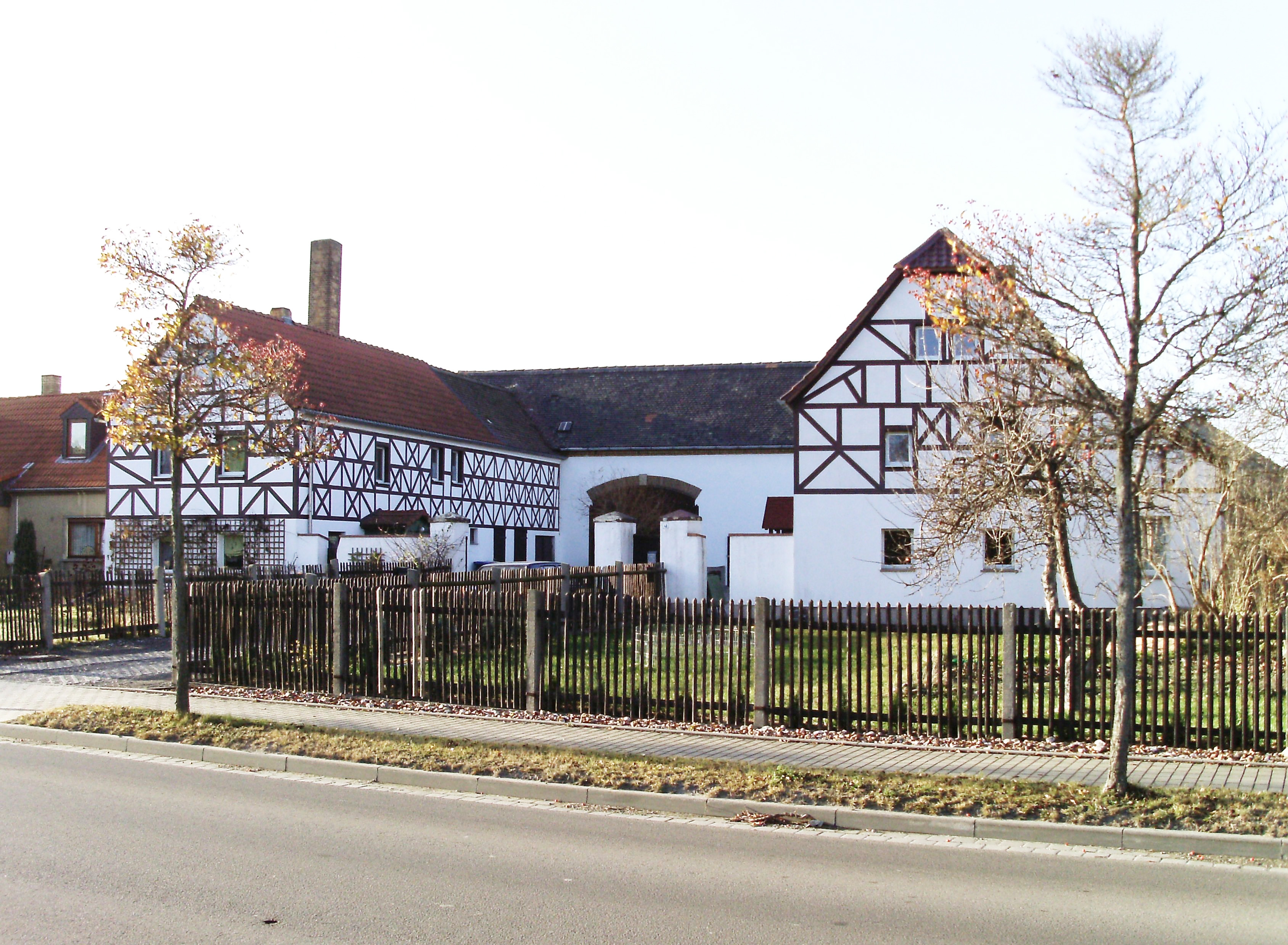
Ein typischer Seifertshainer Bauernhof
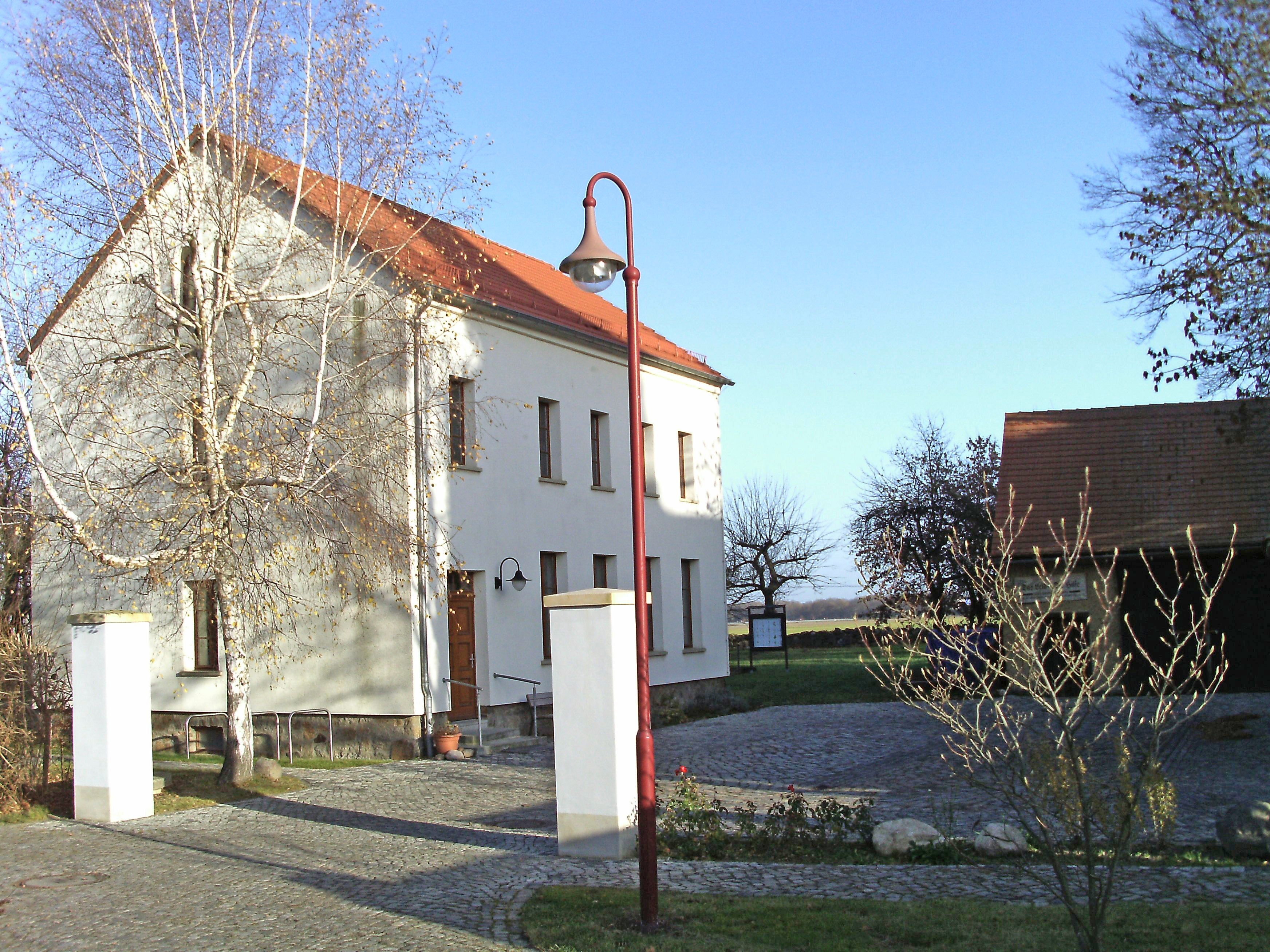
Die alte Schule mit dem Lazarettmuseum
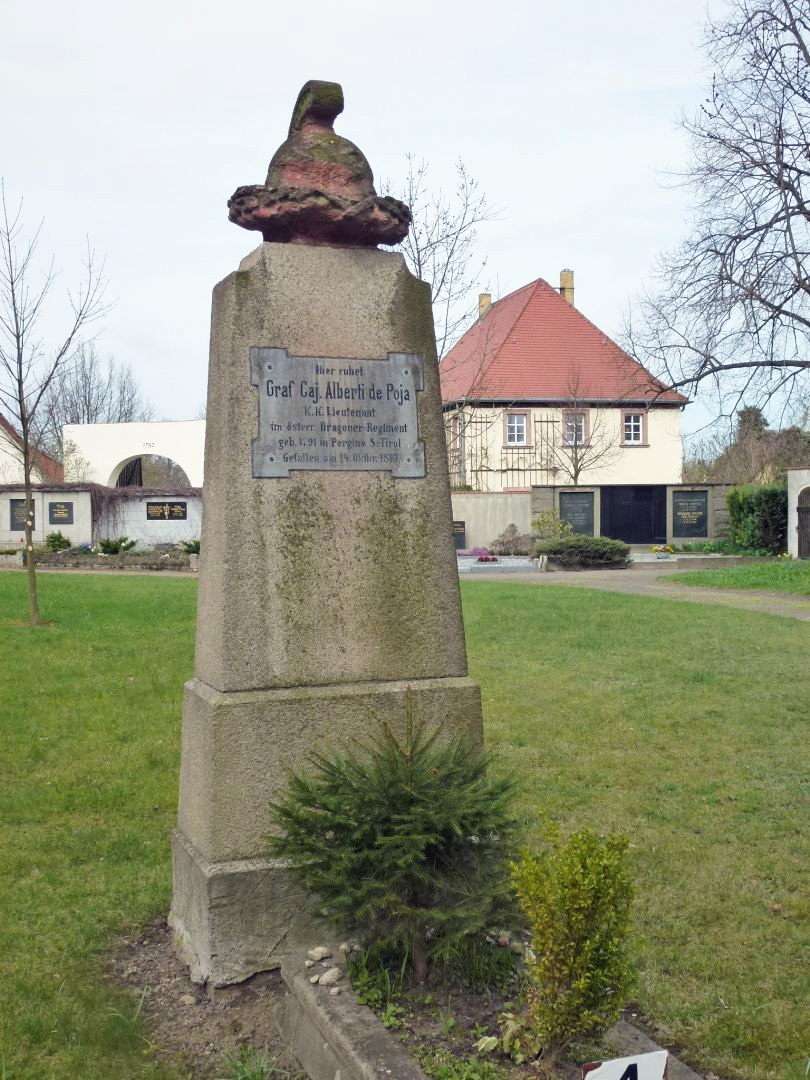
Das Grab von Graf Alberti di Poja († 1813)
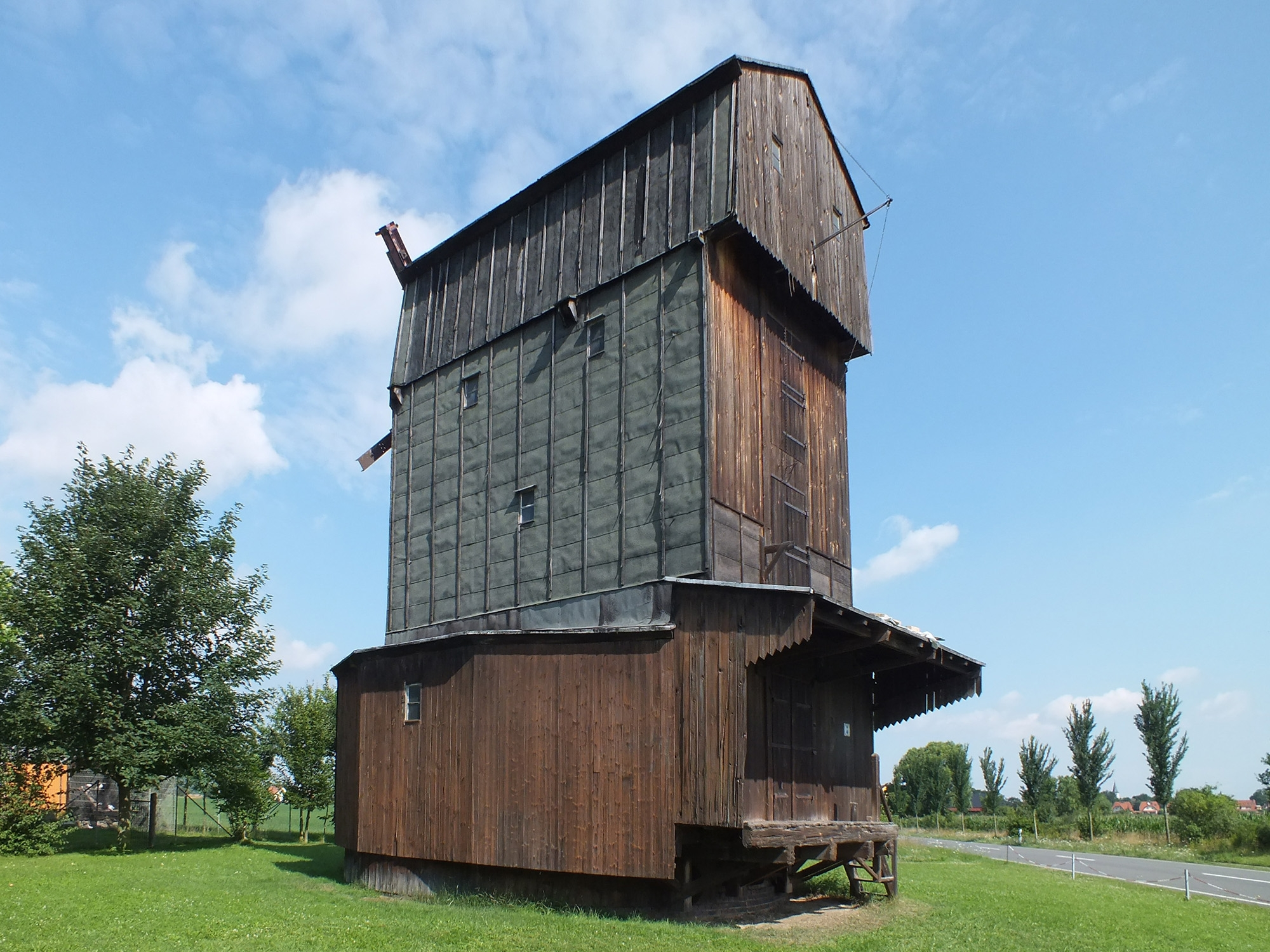
Die Windmühle an der Straße nach Kleinpösna

## Sehenswürdigkeiten
- Die Kirche von 1787
- Das Pfarrhaus, erbaut 1752
- Der Grabstein für Graf Alberti di Poja, der in der Völkerschlacht gefallen ist
- Das Lazarettmuseum in der alten Dorfschule
- Die Paltrock-Windmühle an der Straße nach Kleinpösna